# Arosvallen
L’Arosvallen est un stade à multi-usages basé à Vasteras en Suède. Il est principalement utilisé pour accueillir des rencontres de football.

## Histoire
Sa construction date de 1932. Il fait partie des stades accueillant des matchs de la Coupe du monde de football 1958, organisée cette année-là en Suède. Deux rencontres y ont lieu : France-Yougoslavie et Yougoslavie-Ecosse, toutes deux comptant pour le premier tour de la compétition.
En 1995, l'enceinte accueille également 4 matchs de groupe, un quart de finale et une demi-finale de la Coupe du monde de football féminin.

## La Coupe du monde 1958
La Yougoslavie dispute deux rencontres du groupe B dans le stade de Vasteras.  
| 8 juin 1958                       | Yougoslavie  | 1 - 1 | Écosse     | Arosvallen, Västerås                        |                                             |
| 19:00 · Historique des rencontres | Petaković 6e |       | Murray 49e | Spectateurs : 9 500 Arbitrage : M. Wyssling | Spectateurs : 9 500 Arbitrage : M. Wyssling |
| 19:00 · Historique des rencontres | Rapport      |       |            | Spectateurs : 9 500 Arbitrage : M. Wyssling | Spectateurs : 9 500 Arbitrage : M. Wyssling |

| 11 juin 1958                      | Yougoslavie                          | 3 - 2 | France           | Arosvallen, Västerås                          |                                               |
| 19:00 · Historique des rencontres | Petaković 16e · Veselinović 63e, 88e |       | Fontaine 4e, 85e | Spectateurs : 12 000 Arbitrage : M. Griffiths | Spectateurs : 12 000 Arbitrage : M. Griffiths |
| 19:00 · Historique des rencontres | Rapport                              |       |                  | Spectateurs : 12 000 Arbitrage : M. Griffiths | Spectateurs : 12 000 Arbitrage : M. Griffiths |